# Morne Seychellois
Le morne Seychellois est le point culminant des Seychelles. Situé sur l'île de Mahé, il s'élève à 906 m d'altitude.
Recouvert d'une forêt tropicale, il abrite depuis 1979 le parc national du Morne Seychellois, le plus grand parc national terrestre des Seychelles, d'une surface de 3 045 ha.